# كاربين الغابة
البندقية رقم 5 مارك 1، الملقبة بـ" كاربين الغابة " لاستخدامها في حرب الغابة، كانت بندقية قصيرة مشتقة من بندقية لي إنفيلد البريطانية رقم 4 مارك 1. تم تطويرها بناءً على تجارب القتال في الغابة في حرب المحيط الهادئ التي دفعت البريطانيين إلى اتخاذ قرارًا بأن صنع بندقية قصيرة وأخف وزنًا من بندقية لي إنفلية العادية لتحسين القدرة على الحركة. تم إنتاج هذه البندقية في فترة ما بين مارس 1944 وديسمبر 1947، وكانت مخصصة للاستخدام في الغابات حيث اكتسبت لقبها. وقد استخدمت بشكل ملحوظ وواسع في مختلف الصراعات الاستعمارية بعد الحرب مثل الثورة الوطنية الإندونيسية، وحالة الطوارئ المالايوية، وحرب فيتنام، وحتى أواخر الستينيات، مع استمرار الاستخدام المتقطع في العديد من الحروب الانفصالية مثل حرب تحرير بنجلاديش وصراع بوغانفيل طوال بقية القرن العشرين.

## التطوير
أظهرت تجربة القتال في الغابة عام 1943 أن التنقل أمر مهم جدًا، ولتحقيق هذه الغاية كان لا بد من تخفيف وزن المعدات التي يحملها الجندي. كان الشرط المطلوب للبندقية هو "سلاح خفيف وسهل الاستخدام وذو دقة جيدة تصل إلى 400 ياردة [ 370 م ]"
كانت الاختبارات الأولى للبندقية في عام 1944، وتم من خلالها إضافة مخفف الوميض. تم تقديم البندقية رسميًا للخدمة في سبتمبر 1944 بإنتاج 20 ألف بندقية، وبحلول نهاية عام 1944، تم قبول 50 ألف بندقية للخدمة.